# Nota escolar
Nota escolar é a representação gráfica de um resultado de um método de avaliação de um professor para o esforço de um aluno nos diversos graus do sistema de ensino, com provas escritas e/ou orais, trabalhos de todos os tipos (em grupo, individual), pontos extras por comportamento, etc. Os métodos de avaliação e as escalas de classificação divergem conforme o país, onde a nota escolar pode ser representada por conceitos ou numerais.

## Equivalência conceitual numeral
Equivalência entre os formatos das notas: conceitos e numéricas.
| NOTA CONCEITO                               | NOTA NUMÉRICA |
| A                                           | 10,00         |
| Excelente                                   | 10,00         |
| Plenamente satisfatório                     | 10,00         |
| Satisfatório avançado                       | 10,00         |
| Atingiu todos os objetivos (F5)             | 10,00         |
| Aprovado médio superior                     | 9,00          |
| A- / B+                                     | 8,75          |
| Ótimo                                       | 8,75          |
| Muito bom                                   | 8,75          |
| Aprovado médio                              | 8,75          |
| Aprovado médio inferior                     | 8,00          |
| B                                           | 7,50          |
| Bom Atingiu os objetivos                    | 7,50          |
| Significativo                               | 7,50          |
| Habilitado                                  | 7,50          |
| Promovido                                   | 7,50          |
| Apto                                        | 7,50          |
| Satisfatório Médio                          | 7,50          |
| Atingiu a maioria dos objetivos (F4)        | 7,50          |
| B- / C+                                     | 6,25          |
| Regular para bom                            | 6,25          |
| C                                           | 5,00          |
| Satisfatório                                | 5,00          |
| Regular                                     | 5,00          |
| Suficiente                                  | 5,00          |
| Progressão simples                          | 5,00          |
| Aprendizagem Satisfatória (AS)              | 5,00          |
| Atingiu os objetivos essenciais (F3)        | 5,00          |
| C- / D+                                     | 3,75          |
| Promovido parcialmente                      | 3,75          |
| Aprovado com dependência                    | 3,75          |
| Aprendizagem não Satisfatória               | 3,75          |
| D                                           | 2,50          |
| Sofrível                                    | 2,50          |
| Necessita de intervenção                    | 2,50          |
| Atingiu parte dos objetivos essenciais (F2) | 2,50          |
| D- / E+                                     | 1,25          |
| E                                           | 0,00          |
| Insatisfatório                              | 0,00          |
| Insuficiente                                | 0,00          |
| Reprovado                                   | 0,00          |
| Não promovido                               | 0,00          |
| Progressão não avaliada                     | 0,00          |
| Não atingiu os objetivos essenciais (F1)    | 0,00          |

## Angola
Em Angola, a escala de classificação utilizada no sistema de ensino é de 0 a 20 valores, igual à escala utilizada no ensino secundário e superior em Portugal.

## Brasil
No Brasil não há uma classificação específica. A maioria das escolas brasileiras usam a escala de 0 - 10 ou 0 - 100. Na maioria dos colégios há 4 bimestres e o aluno precisa tirar no mínimo 6 para passar sem recuperação no bimestre e média final também 6 para não repetir o ano — porém há colégios com média 5, 7, 8, 9. Há casos de média 50 ou 70; também tem escolas com o ano dividido em semestres ou trimestres.
Algumas universidades e cursos usam a escala de A - E.
No Rio de Janeiro, as escolas estaduais adotam o sistema de média cumulativa. Por exemplo, o aluno faz uma prova valendo 5,0 pontos, dois trabalhos valendo 1,5 e uma nova avaliação de 2,0 pontos, fazendo um total de 10,0 pontos. A ideia é de que diluindo mais as avaliações tira-se o peso da tão famigerada "prova". Alguns criticam este sistema e usam como argumento os pífios resultados das escolas públicas do Rio em avaliações nacionais de desempenho nos últimos anos. Todavia, é fato que diversas escolas andam adotando este sistema.
Em Santa Catarina, a média é 7 de 10 pontos, porém para os exames finais, a média é de 14 pontos, mas sem máximo.

### Classificações informais
- Nota Vermelha ou Baixa: quando o aluno tira nota menor do a que a média.
- Nota Mínima ou Média (popularmente “nota ufa”): quando o aluno tira na nota a média indicada pela escola para passar.
- Nota Azul ou Alta: quando o aluno ultrapassa a nota média.

Em algumas escolas são notas assim: 1ª etapa vale 30 pontos e o mínimo é 18, na 2ª e na 3ª etapas vale 35 pontos e o total é 100. Quando a pessoa não atinge a média, se diz que ela está "em recuperação". Segundo alguns teóricos, isso não é algo necessariamente ruim, mas uma etapa no processo de aprendizagem.
Alguns colégios adotam a recuperação paralela, ou seja, o aluno é submetido a um novo exame assim que não atinge a média para ver se consegue nota maior. Em alguns locais a recuperação se dá no meio do ano (ao final do 2° bimestre) ou ao final do ano letivo, meses de novembro ou dezembro. Tal recuperação pode ser um novo exame ou aulas seguidas de novos exames apenas para os alunos com notas baixas.
Já em outras escolas, o sistema de distribuição de notas pelo ano é: 1ª e 2ª etapas > Total: 30 pontos / Média: 18 (60 por cento) ou 19,5 (65 por cento) ou 21 (70 por cento) pontos; 3ª etapa > Total: 40 pontos / Média: 24 (60 por cento) ou 26 (65 por cento) ou 28 (70 por cento) pontos.

### Média A-F
| Nota | Porcentagem |
| ---- | ----------- |
| A    | 10 - 9      |
| B    | 8 - 7       |
| C    | 6 - 5       |
| D    | 4 - 3       |
| E    | 2 - 1       |
| F    | reprovado   |

## Cabo Verde
Em Cabo Verde, a escala de classificação utilizada no sistema de ensino é de 0 a 20 valores, igual à escala utilizada no ensino secundário e superior em Portugal.

## Espanha
Em Espanha, a escala de classificação utilizada no sistema de ensino básico e no secundario é IN, SU, BI, NT e SB (Insuficiente, suficiente, bien, notable e sobresaliente)

## Guiné-Bissau
Na Guiné-Bissau, a escala de classificação utilizada no sistema de ensino é de 0 a 20 valores, igual à escala utilizada no ensino secundário e superior em Portugal.

## Macau
Na Região Administrativa Especial de Macau, as escolas básicas, secundárias e superiores usam a escada de 0 a 100 notas. Nas escolas básicas e secundárias, a nota mínima é geralmente 60. As universidades usam a nota mínima de 50 valores, com as classificações de A, B, C, D e F, semelhante ao sistema educativo nos Estados Unidos da América.

## Moçambique
Em Moçambique, a escala de classificação utilizada no sistema de ensino é de 0 a 20 valores, igual à escala utilizada no ensino secundário e superior em Portugal.

## Portugal
Em Portugal, no ensino básico é usado um sistema de classificação na escala de 1 a 5: 
- 5 (Muito Bom, Excelente ou Satisfaz Muito Bem) é a nota mais elevada (90-100%),
- 4 (Bom ou Satisfaz Bem ) (70-89%),
- 3 (Suficiente ou Satisfaz) indica um desempenho "médio" (50-69%),
- 2 (Insuficiente ou Não Satisfaz ) (20-49%),
- 1 (Não Satisfaz ou Fraco) é a nota mais baixa (0-19%).

No ensino secundário e superior é utilizada uma escala de 0 (zero) a 20 valores. Fica aprovado numa unidade curricular o aluno que nela obtenha uma classificação não inferior a 10.
| Classificação | Qualificação |
| ------------- | ------------ |
| 20 ⋮ 19,5     | Excelente    |
| 19,4 ⋮ 17,5   | Muito Bom    |
| 17,4 ⋮ 13,5   | Bom          |
| 13,4 ⋮ 9,5    | Suficiente   |
| 9,4 ⋮ 3,5     | Insuficiente |
| 3,4 ⋮ 0       | Fraco        |

## São Tomé e Príncipe
Em São Tomé e Príncipe, os sistemas de classificação do ensino básico, secundário e superior são iguais aos portugueses.

## Suécia
Na Suécia o sistema de notas compreende as classificações A-B-C-D-E-F.

A corresponde à melhor prestação, e F à pior.

A-B-C-D-E significam aprovação, e F reprovação. Para alunos com numerosas faltas, será atribuído um "traço" - streck.

Este sistema entrou em vigor em 2011-2012, fazendo parte do novo Plano de Estudos - o Lgr11, segundo o qual serão atribuídas notas a todos os alunos do 6.º ao 9.º anos da escola básica assim como do 1.º ao 3.º anos do ginásio. 

## Timor-Leste
Em Timor-Leste, os sistemas de classificação do ensino básico, secundário e superior são iguais aos portugueses. Entre 1975 e 2002, em virtude da sua anexação pela Indonésia, no território timorense adotou-se a escala de 1 a 10 da classificação indonésia.